# 34.º Regimiento Antiaéreo de Fortificación
El 34.º Regimiento Antiaéreo de Fortificación (34. Festungs-Flak-Regiment (v)) fue una unidad de la Luftwaffe durante el Tercer Reich y la Segunda Guerra Mundial.

## Historia
Formado el 26 de agosto de 1939 en Espira, a partir del 34.º Batallón de Fortificación Antiaérea. El 15 de julio de 1941 es redesignado como el 89.º Regimiento Antiaéreo:
- 1.º Escuadrón/89.º Regimiento Antiaéreo como el 2.º Escuadrón/241.º Regimiento Antiaéreo (mot. mix.)
- 2.º Escuadrón/89.º Regimiento Antiaéreo como el 3.º Escuadrón/241.º Regimiento Antiaéreo (mot. mix.)
- 3.º Escuadrón/34.º Regimiento de Fortificación Antiaérea como el 8.º Escuadrón/441.º Regimiento Antiaéreo (mot. mix.)
- 4.º Escuadrón/34.º Regimiento de Fortificación Antiaérea(?)/89.º Regimiento Antiaéreo(?) como el 2.º Escuadrón/99.º Batallón Ligero Antiaéreo (mot.)
- 5.º Escuadrón/34.º Regimiento de Fortificación Antiaérea(?)/89.º Regimiento Antiaéreo(?) como el 3.º Escuadrón/99.º Batallón Ligero Antiaéreo (mot.)

## Comandantes
- Coronel Rudolf Erdmann - (1938 - 15 de julio de 1941)

## Servicios
- 1938 - 1939: bajo el III Comandante Superior de Fortificación de Artillería Antiaérea
- 1939 - 1941: en Espira
- agosto de 1940: en Jersey (5.º Batería)